# East Japan JR Furukawa Football Club 1991-1992
Questa voce raccoglie le informazioni riguardanti il East Japan JR Furukawa Football Club nelle competizioni ufficiali della stagione 1991-1992.

## Stagione
Rinominatasi East Japan JR-Furukawa in seguito all'unione con il circolo sportivo della Japan Railways Group, la squadra confermò in sostanza le prestazioni della stagione precedente concludendo a metà della classifica nell'ultima edizione della Japan Soccer League e arrivando ai quarti di finale della Coppa dell'Imperatore.

## Maglie e sponsor
Le maglie, prodotte dalla Asics, recano sulla parte anteriore la scritta JR East-Furukawa.
| Manica sinistra · Manica sinistra · Maglietta · Maglietta · Manica destra · Manica destra · Pantaloncini · Calzettoni | Manica sinistra · Maglietta · Manica destra · Pantaloncini · Calzettoni |  |

## Rosa
| N. |                     | Ruolo | Calciatore        |
| -- | ------------------- | ----- | ----------------- |
| 1  | Giappone (bandiera) | P     | Yoshio Katō       |
| 2  | Giappone (bandiera) | D     | Yūji Sakakura     |
| 3  | Giappone (bandiera) | D     | Kazuya Igarashi   |
| 4  | Giappone (bandiera) | D     | Hiroki Shibuya    |
| 5  | Giappone (bandiera) | D     | Hisashi Kaneko    |
| 6  | Giappone (bandiera) | D     | Masanori Kizawa   |
| 7  | Giappone (bandiera) | C     | Yoshikazu Gotō    |
| 8  | Giappone (bandiera) | C     | Toru Yoshida      |
| 9  | Giappone (bandiera) | C     | Kazuo Echigo      |
| 10 | Giappone (bandiera) | A     | Yosuke Minoguchi  |
| 11 | Giappone (bandiera) | C     | Atsuhiko Ejiri    |
| 12 | Giappone (bandiera) | C     | Masaaki Kanno     |
| 13 | Giappone (bandiera) | A     | Mitsunori Maesawa |

| N. |                           | Ruolo | Calciatore        |
| -- | ------------------------- | ----- | ----------------- |
| 14 | Giappone (bandiera)       | A     | Satoru Kokubo     |
| 15 | Giappone (bandiera)       | D     | Hiroaki Kunon     |
| 16 | Giappone (bandiera)       | A     | Keisuke Makino    |
| 17 | Giappone (bandiera)       | D     | Masayuki Miura    |
| 18 | Giappone (bandiera)       | D     | Masanaga Kageyama |
| 19 | Giappone (bandiera)       | D     | Kenji Yamamoto    |
| 21 | Giappone (bandiera)       | P     | Kenichi Shimokawa |
| 22 | Giappone (bandiera)       | C     | Kazuyuki Kyōya    |
| 23 | Giappone (bandiera)       | D     | Naoki Honmachi    |
| 24 | Giappone (bandiera)       | C     | Futoshi Kobayashi |
| 25 | Cecoslovacchia (bandiera) | C     | Martin Hřídel     |
| 27 | Cecoslovacchia (bandiera) | A     | Pavel Řehák       |
| 31 | Giappone (bandiera)       | A     | Keiji Kageyama    |

## Risultati

### Japan Soccer League

#### Girone di andata
| Tokyo 15 settembre 1991 | JR-East Furukawa | 0 – 1 | Honda Motor | (2,000 spett.) |

| Nagoya 21 settembre 1991 | Toyota Motors | 3 – 1 | JR-East Furukawa | (7,000 spett.) |

| Miyagi 29 settembre 1991 | JR-East Furukawa | 2 – 1 | Yamaha Motors | (6,000 spett.) |

| Hiratsuka 5 ottobre 1991 | Nissan Motors | 2 – 0 | JR-East Furukawa | (3,000 spett.) |

| Tokyo 12 ottobre 1991 | JR-East Furukawa | 1 – 3 | Yomiuri | (5,000 spett.) |

| Tsuruoka 20 ottobre 1991 | ANA | 2 – 2 | JR-East Furukawa | (4,000 spett.) |

| Yokohama 26 ottobre 1991 | JR-East Furukawa | 5 – 1 | Hitachi | (1,500 spett.) |

| Tokyo 10 novembre 1991 | Matsushita Electric | 0 – 2 | JR-East Furukawa | (10,000 spett.) |

| Hiratsuka 17 novembre 1991 | JR-East Furukawa | 2 – 1 | Mitsubishi Motors | (4,000 spett.) |

| Kochi 24 novembre 1991 | Mazda | 2 – 1 | JR-East Furukawa | (3,000 spett.) |

| Tokyo 1º dicembre 1991 | JR-East Furukawa | 1 – 1 | Toshiba | (1,500 spett.) |

#### Girone di ritorno
| Tokyo 11 gennaio 1992 | JR-East Furukawa | 3 – 2 | Matsushita Electric | (3,000 spett.) |

| Iwaki 19 gennaio 1992 | JR-East Furukawa | 0 – 2 | Mazda | (10,000 spett.) |

| Tokyo 26 gennaio 1992 | Mitsubishi Motors | 1 – 1 | JR-East Furukawa | (1,200 spett.) |

| Hamamatsu 9 febbraio 1992 | Honda Motor | 3 – 2 | JR-East Furukawa | (2,000 spett.) |

| Tokyo 15 febbraio 1992 | Hitachi | 0 – 1 | JR-East Furukawa | (5,000 spett.) |

| Kochi 23 febbraio 1992 | JR-East Furukawa | 1 – 3 | ANA | (5,000 spett.) |

| Tokyo 29 febbraio 1992 | Yomiuri | 4 – 0 | JR-East Furukawa | (22,000 spett.) |

| Utsunomiya 8 marzo 1992 | JR-East Furukawa | 0 – 1 | Nissan Motors | (15,000 spett.) |

| Iwata 15 marzo 1992 | Yamaha Motors | 2 – 0 | JR-East Furukawa | (1,500 spett.) |

| Hiratsuka 21 marzo 1992 | JR-East Furukawa | 3 – 0 | Toyota Motors | (1,000 spett.) |

| Kawasaki 29 marzo 1992 | Toshiba | 4 – 1 | JR-East Furukawa | (2,000 spett.) |

### Konica Cup
| Hiroshima 11 settembre 1991 | Mazda | 2 – 0 | JR-East Furukawa | (400 spett.) |

| Akitsu 11 settembre 1991 | JR-East Furukawa | 4 – 1 | Giappone U-22 | (1,500 spett.) |

| Hiratsuka 25 settembre 1991 | Toshiba | 0 – 2 | JR-East Furukawa | (1,000 spett.) |

| Akitsu 9 ottobre 1991 | JR-East Furukawa | 1 – 0 | Mitsubishi Motors | (300 spett.) |

| Akitsu 16 ottobre 1991 | Yamaha Motors | 2 – 3 | JR-East Furukawa | (600 spett.) |

| Hiratsuka 23 ottobre 1991 | Nissan Motors | 0 – 1 | JR-East Furukawa | (1,500 spett.) |

| Tokyo 30 ottobre 1991 | JR-East Furukawa | 0 – 1 | Honda Motor | (6,000 spett.) |

### Japan Soccer League Cup
| Takasaki 24 agosto 1991 | JR-East Furukawa | 0 – 1 | Fujita | (3,000 spett.) |

### Coppa dell'Imperatore
| Saga 14 dicembre 1991 | JR-East Furukawa | 2 – 0 | Fukuoka Daigaku |  |

| Saga 15 dicembre 1991 | JR-East Furukawa | 1 – 0 | Yamaha Motors |  |

| Kusanagi 21 dicembre 1991 | JR-East Furukawa | 0 – 2 | Yomiuri |  |

## Statistiche

### Statistiche di squadra
| Competizione          | Punti | Totale | Totale | Totale | Totale | Totale | Totale | DR  |
| Competizione          | Punti | G      | V      | N      | P      | Gf     | Gs     | DR  |
| --------------------- | ----- | ------ | ------ | ------ | ------ | ------ | ------ | --- |
| JSL Division 1        | 27    | 22     | 8      | 3      | 11     | 30     | 38     | -8  |
| JSL Cup               | -     | 1      | 0      | 0      | 1      | 0      | 1      | -1  |
| Coppa dell'Imperatore | -     | 3      | 2      | 0      | 1      | 3      | 1      | +2  |
| Totale                | -     | 25     | 20     | 15     | 4      | 62     | 20     | +42 |

### Statistiche dei giocatori
| Giocatore    | JSL Division 1 | JSL Division 1 | JSL Cup  | JSL Cup | Coppa dell'Imperatore | Coppa dell'Imperatore | Konica Cup | Konica Cup | Totale   | Totale |
| Giocatore    | Presenze       | Reti           | Presenze | Reti    | Presenze              | Reti                  | Presenze   | Reti       | Presenze | Reti   |
| ------------ | -------------- | -------------- | -------- | ------- | --------------------- | --------------------- | ---------- | ---------- | -------- | ------ |
| K. Echigo    | 13             | 3              | 1        | 0       | ?                     | 0                     | 4          | 0          | 18+      | 3      |
| A. Ejiri     | 10             | 1              | 0        | 0       | ?                     | 0                     | 2          | 1          | 12+      | 2      |
| Y. Goto      | 21             | 2              | 1        | 0       | ?                     | 0                     | 6          | 2          | 28+      | 4      |
| M. Hřídel    | ?              | 1              | ?        | 0       | ?                     | 1                     | ?          | 1          | ?        | 3      |
| K. Igarashi  | 19             | 0              | 1        | 0       | ?                     | 0                     | 7          | 0          | 27+      | 0      |
| M. Kageyama  | 21             | 2              | 0        | 0       | 3                     | 0                     | 7          | 2          | 31       | 4      |
| H. Kaneko    | 3              | 0              | 0        | 0       | 0                     | 0                     | 0          | 0          | 3        | 0      |
| M. Kanno     | 21             | 2              | 1        | 0       | ?                     | 0                     | 5          | 0          | 27+      | 2      |
| Y. Kato      | 6              | -?             | 1        | -1      | ?                     | -?                    | 7          | -6         | 14+      | -7+    |
| M. Kizawa    | 20             | 0              | 0        | 0       | ?                     | 0                     | 6          | 0          | 26+      | 0      |
| H. Kunon     | 9              | 0              | 1        | 0       | ?                     | 0                     | 5          | 0          | 15+      | 0      |
| K. Kyōya     | 10             | 0              | 0        | 0       | ?                     | 0                     | 0          | 0          | 10+      | 0      |
| K. Makino    | ?              | 4              | ?        | 0       | ?                     | 2                     | ?          | 2          | ?        | 8      |
| Y. Minoguchi | 19             | 4              | 1        | 0       | ?                     | 0                     | 6          | 0          | 26+      | 4      |
| M. Miura     | 0              | 0              | 1        | 0       | 0                     | 0                     | 0          | 0          | 1        | 0      |
| P. Řehák     | 22             | 8              | 0        | 0       | ?                     | 1                     | 7          | 2          | 29+      | 11     |
| Y. Sakakura  | 12             | 1              | 1        | 0       | ?                     | 0                     | 3          | 0          | 16+      | 1      |
| H. Shibuya   | ?              | 1              | ?        | 0       | ?                     | 0                     | ?          | 0          | ?        | 1      |
| K. Shimokawa | 16             | -?             | 0        | 0       | ?                     | -?                    | 0          | 0          | 16+      | 0+     |
| T. Yoshida   | 3              | 0              | 1        | 0       | ?                     | 0                     | 0          | 0          | 4+       | 0      |